# I Take a Lot of Pride in What I Am (album)
I Take a Lot of Pride in What I Am – dwudziesty szósty studyjny album muzyczny Deana Martina wydany w 1969 roku przez Reprise Records, zaaranżowany przez Glena Hardina i Jimmiego Haskella. 

## Utwory
| Nr  | Tytuł                                        |
| --- | -------------------------------------------- |
| 1.  | I Take A Lot Of Pride In What I Am           |
| 2.  | Make It Rain                                 |
| 3.  | Where The Blue And Lonely Go                 |
| 4.  | If You Ever Get Around To Loving Me          |
| 5.  | Do You Believe This Town                     |
| 6.  | One Cup Of Happiness (and One Piece of Mind) |
| 7.  | Sun Is Shining                               |
| 8.  | Sneaky Little Side Of Me                     |
| 9.  | Crying Time                                  |
| 10. | Little Green Apples                          |